# Vigário colado
Vigário colado ou padre colado foi o título de um cargo da Igreja Católica portuguesa e brasileira.
Os vigários colados era sacerdotes indicados para assumir em caráter permanente uma paróquia canônica e legalmente constituída. O cargo existiu durante o período monárquico, quando estava em vigor o sistema do padroado, em que Igreja e Estado compartilhavam responsabilidades na administração da vida religiosa e civil, e foi extinto com a proclamação da República no Brasil e depois em Portugal. Em virtude das características do padroado, os vigários colados eram também funcionários do Estado, assumiam suas paróquias após prestarem um concurso público e receberem a colação (daí o seu nome), em geral tinha sólida cultura, não podiam ser removidos a não ser por vontade própria e eram incluídos na folha de pagamento estatal, recebendo um salário chamado côngrua, a partir do dízimo recolhido dos fiéis pelo poder civil.